# Novembergruppe

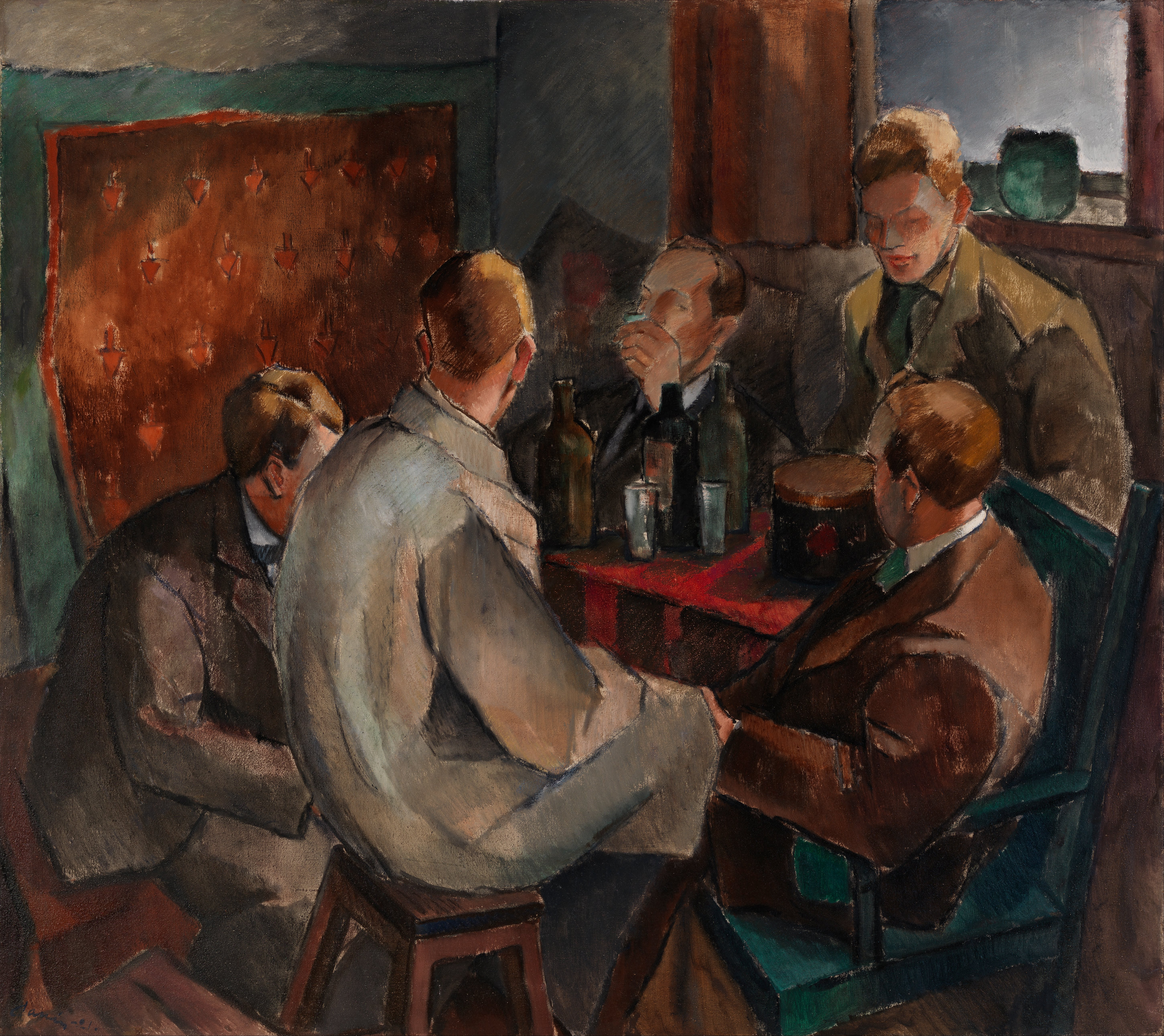
Miembros del grupo November, óleo de Alvar Cawén (1921).

El Novembergruppe (Grupo de Noviembre, por la revolución alemana de noviembre de 1918) fue un movimiento artístico alemán ligado al expresionismo, fundado en Berlín el 3 de diciembre de 1918 por Max Pechstein y César Klein con el objetivo de reorganizar el arte alemán tras la guerra. Entre sus miembros figuraron pintores y escultores como Vasili Kandinski, Paul Klee, Lyonel Feininger, Heinrich Campendonk, Max Dungert, Otto Freundlich y Käthe Kollwitz; arquitectos como Erich Mendelsohn y Ludwig Mies van der Rohe; compositores como Alban Berg y Kurt Weill; y el dramaturgo Bertolt Brecht. Más que un grupo con un sello estilístico común, fue una asociación de artistas con el objetivo de exponer conjuntamente, cosa que hicieron hasta su disolución con la llegada del nazismo.

## Miembros
Entre sus miembros más destacados, por orden alfabético, destacan:
- Rudolf Belling;
- Alban Berg;
- Bertolt Brecht;
- Max Butting;
- Heinrich Campendonk;
- Otto Dix;
- Lyonel Feininger;
- Otto Freundlich;
- Walter Gropius;
- George Grosz;
- Raoul  Hausmann;
- John Heartfield;
- Katharina Heise;
- Hannah Höch;
- Vassily Kandinsky;
- Paul Klee;
- Käthe Kollwitz;
- Erich Mendelsohn;
- Ludwig Mies van der Rohe;
- Élisabeth Ronget;
- Rudolf Schlichter;
- Georg Scholz;
- Hans Heinz Stuckenschmidt;
- Thilo Maatsch;
- Kurt Weill.